# Tenentes do Diabo
Tenentes do Diabo foi uma sociedade carnavalesca que existiu no Rio de Janeiro. Fundada em 1855 com o nome de Zuavos Carnavalescos, posteriormente alterou sua denominação para a que ficaria mais conhecida. Seu nome inspirou outra sociedade de mesmo nome em Santa Catarina, a Sociedade Carnavalesca Tenentes do Diabo.
No ano de 1939, obteve a quinta colocação. Foi o grande campeão em 1950 ao totalizar 710 pontos. Em 1952, ao totalizar 259 pontos, foi o terceiro colocado.
Em 1966, foi  novamente o terceiro colocado, com 43 pontos.